# Jody Firth
Jody Firth (ur. 11 lipca 1981 roku w Wakefield) – brytyjski kierowca wyścigowy.

## Kariera
Firth rozpoczął karierę w międzynarodowych wyścigach samochodowych w 2004 roku od startów w edycji zimowej Brytyjskiej Formuły Renault. Z dorobkiem 27 punktów został sklasyfikowany na czternastej pozycji w klasyfikacji generalnej. W późniejszych latach Brytyjczyk pojawiał się także w stawce Brytyjskiej Formuły Renault, Nippon Challenge, MR2 Racing Series,  Le Mans Series, GT4 European Cup, British GT Championship, Michelin Ginetta G50 Cup, Speed UK Series, Formuły Le Mans, Intercontinental Le Mans Cup, Speed EuroSeries, 24-godzinnego wyścigu Le Mans, American Le Mans Series, European Le Mans Series, FIA World Endurance Championship oraz Blancpain Endurance Series.